# Ammobates syriacus
Ammobates syriacus är en biart som beskrevs av Heinrich Friese 1899. Ammobates syriacus ingår i släktet Ammobates och familjen långtungebin. Inga underarter finns listade i Catalogue of Life.